# Robin Smeulders
Robin Smeulders (nacido el 19 de junio de 1987 en Münster, Renania del Norte-Westfalia, Alemania) es un exjugador de baloncesto holandés con nacionalidad austríaca y alemana. Con 2.08 metros de estatura, jugó ocho temporadas de la BBL alemana. Fue internacional absoluto con Holanda.